# Sergiu Homei
Sergiu Victor Homei (Năsăud, 6 luglio 1987) è un ex calciatore rumeno, di ruolo difensore.